# Diasporus anthrax
Diasporus anthrax är en groddjursart som först beskrevs av Lynch 200.  Diasporus anthrax ingår i släktet Diasporus och familjen Eleutherodactylidae. IUCN kategoriserar arten globalt som otillräckligt studerad. Inga underarter finns listade i Catalogue of Life.